# Georgiánská architektura

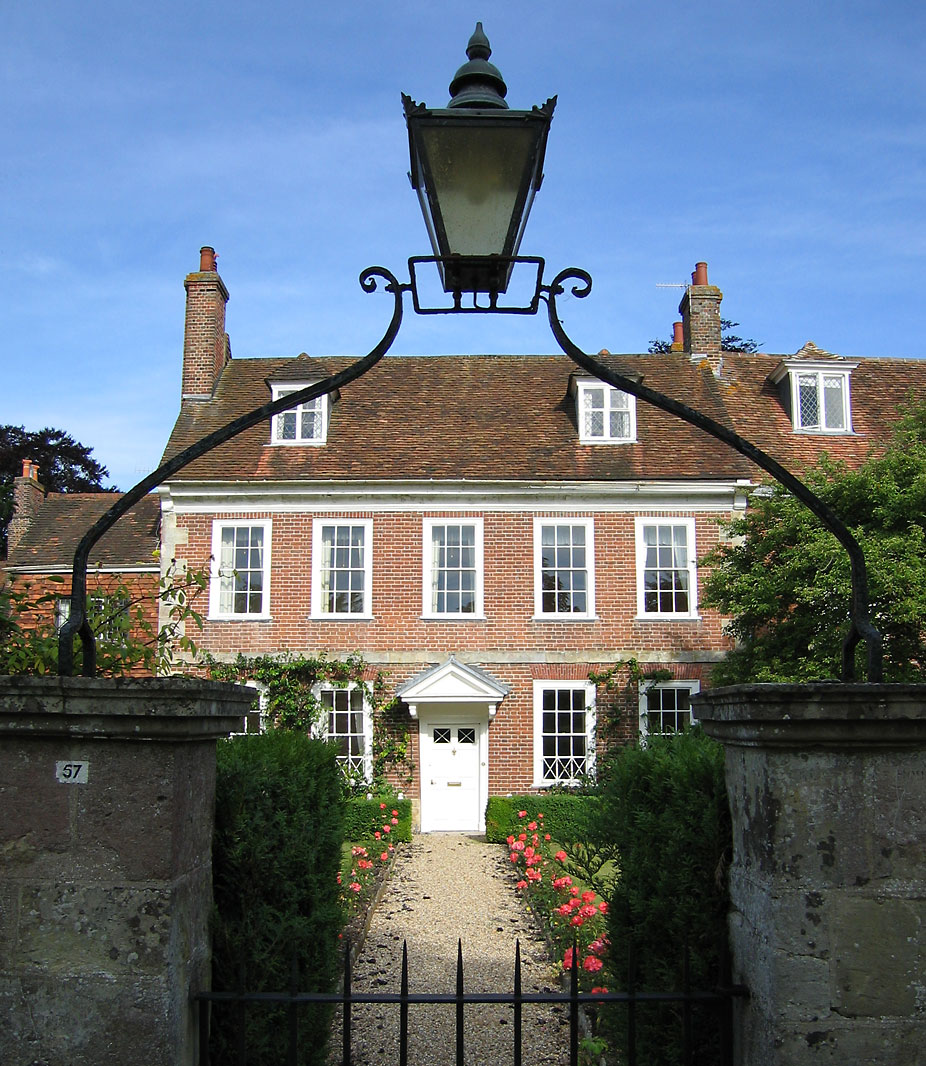
Dům v Salisbury z roku 1741 v georgiánském stylu

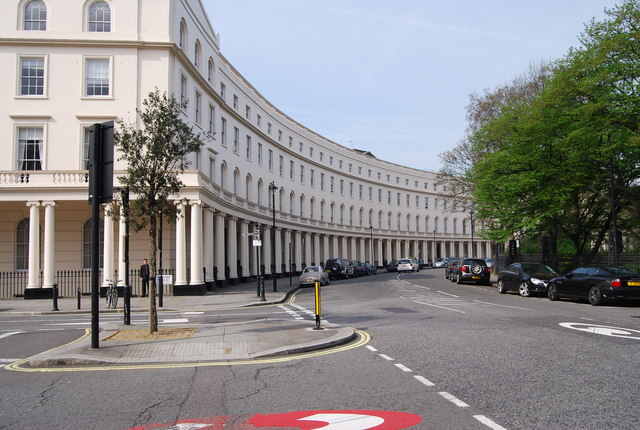
Park Crescent, Londýn

Georgiánská architektura je pojem označující souhrnně architekturu georgiánského období, tedy období vlády Jiřího I., Jiřího II., Jiřího III. a Jiřího IV., kteří vládli mezi lety 1714 a 1830, ve Spojeném království a celém britském impériu. Georgiánský styl stavitelství navazuje na anglické baroko (mezi nejvýznamnější představitele patřil sir Christopher Wren) a raný se kryje s evropským rokokem, pozdější větší část je ovlivněna klasicismem. Typickými stavebními materiály stylu byly kámen nebo cihla. Typickými barvami byla červená, hnědá a bílá.